# Летње олимпијске игре 1940.
Летње олимпијске игре 1940. су биле заказане за период између 21. септембра и 6. октобра 1940. у јапанском главном граду Токију. Токио је право на игре добио победивши кандидатуру Хелсинкија.
Међутим, избијање другог јапанско-кинеског рата 1937. године, МОК је одлучио да олимпијске игре уместо тога закаже за период између 20. јула и 4. августа 1940. у Хелсинкију.
Олимпијске игре у Хелсинкију су трајно отказане након избијања Другог свјетског рата.
МОК је, сматрајући то својом моралном обвезом, одлучио да оба града буду домаћини будућих олимпијских игара. Хелсинки је игре добио 1952, а Токио 1964. године.